# Costus dewevrei
Costus dewevrei là một loài thực vật có hoa trong họ Costaceae. Loài này được De Wild. & T.Durand mô tả khoa học đầu tiên năm 1899.